# Tepelný napáječ Mělník–Praha

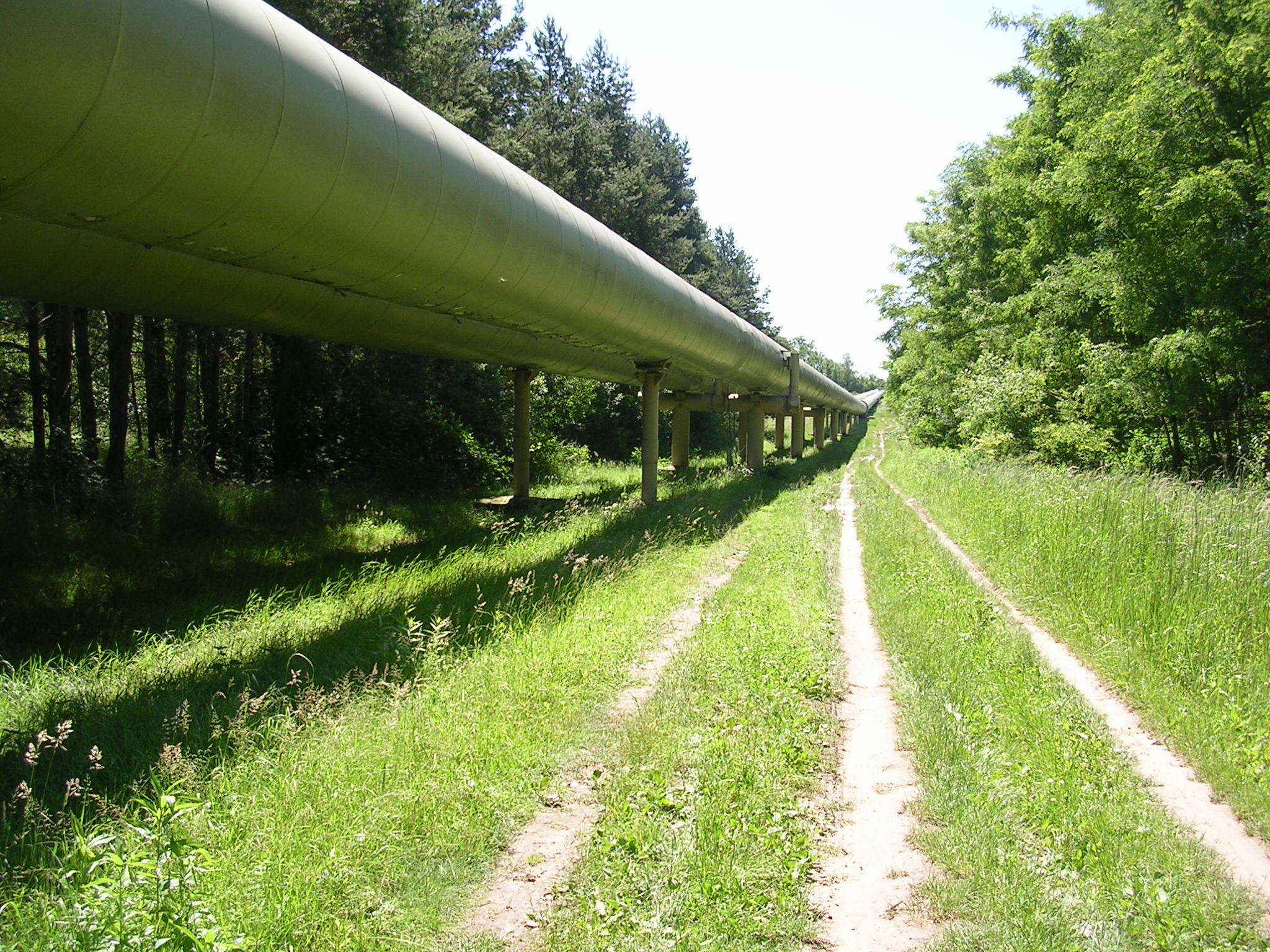
Teplovod v lese u Podvlčí

Tepelný napáječ Mělník–Praha je horkovodné potrubí spojující Elektrárnu Mělník s Prahou. Je klíčovou součástí kogenerační soustavy umožňující využívat odpadní teplo z elektrárny k vytápění budov a ohřevu teplé vody.

## Historie výstavby
Stavba hlavního potrubí z Elektrárny Mělník do teplárny Třeboradice započala roku 1988; provoz byl zahájen roku 1995. Od roku 1998 probíhá postupné rozšiřování teplovodné sítě. Postupně k ní byly připojeny teplárny Malešice a Michle a jejich prostřednictvím pak sídliště Jižní Město, Krč, Novodvorská, Lhotka-Libuš a Modřany. V roce 2002 byly připojeny samostatným potrubím Neratovice, v roce 2003 byla napojena výtopna Invalidovna kterou poškodila rozsáhlá povodeň. Roku 2005 byly připojeny Horní Počernice. V roce 2009 byla připojena oblast Petrovice a v roce 2010 další část oblasti Lhotka – Libuš v okolí ulice Papírníkova. V současnosti horkovodní soustava, pojmenovaná Pražská teplárenská soustava (PTS), zajišťuje ohřev vody a vytápění více nežli třetině obyvatel hlavního města.

## Technické parametry
Jedná se o dvojici 34 kilometrů dlouhých trubek o průměru 1,2 metru z nichž jedna slouží pro přenos horké vody a druhá pro návrat vody ochlazené. Zprovoznění soustavy si vyžádalo rekonstrukci elektrárny Mělník I – čtyři kondenzační turbíny, každá o výkonu 55 MW, byly přeměněny na dvě protitlakové a dvě odběrové. Elektrárna je schopna poskytovat pro vytápění až 700 MW tepelného výkonu a asi polovinu této hodnoty pro výrobu elektrické energie.

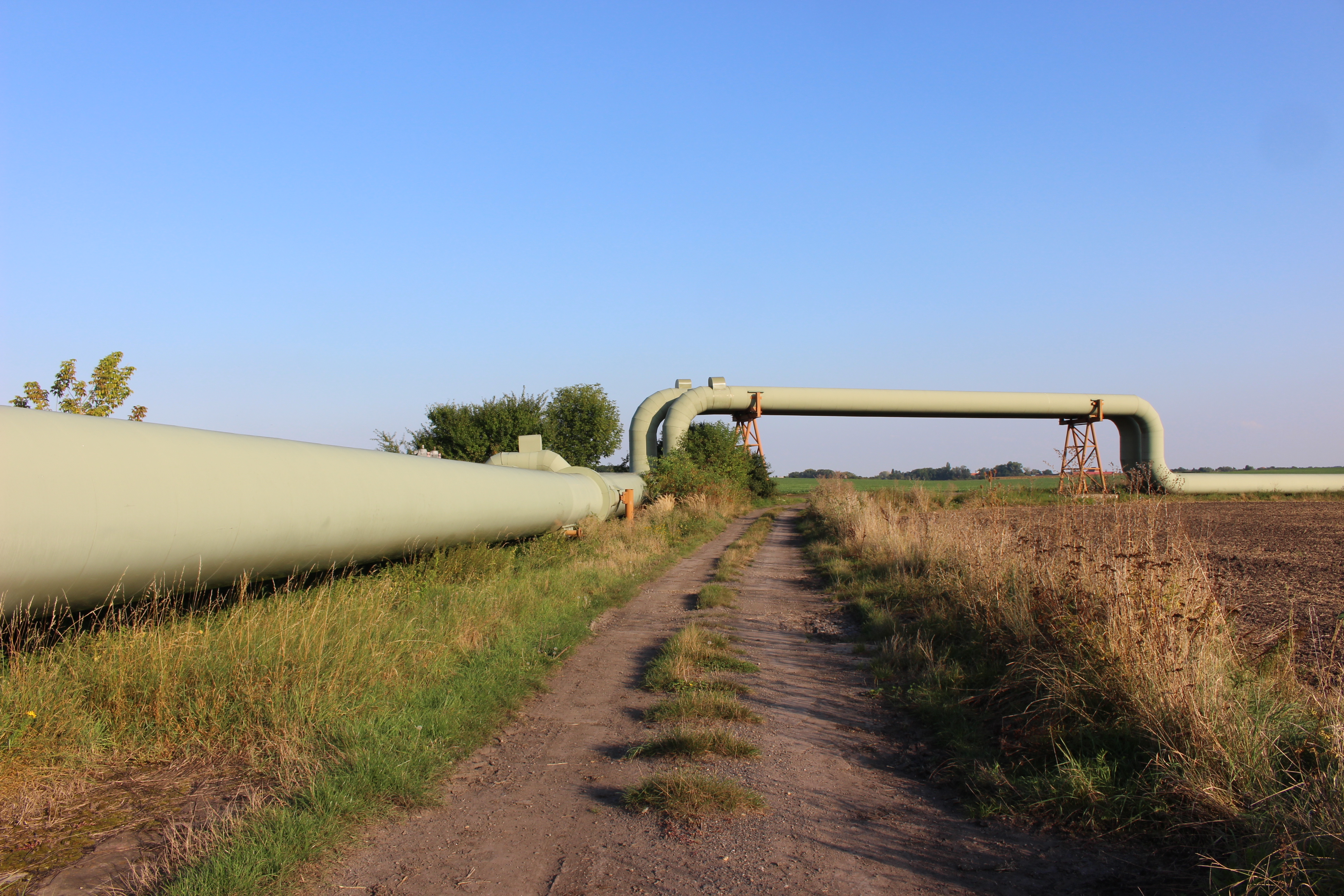
Potrubí u Byškovic

Potrubí vede přibližně severojižním směrem, částečně po zemi, z větší části na několik metrů vysokých podpěrách. Pro vyrovnání změn délky vlivem teplotní roztažnosti je jednak uloženo kluzně na pojezdových kovových válcích, jednak je v pravidelných odstupech několika stovek metrů meandrovitě lomené. Oběhová voda je třístupňově ohřívána na konečnou teplotu 160 stupňů Celsia; díky velmi účinné izolaci
potrubí vychladne při průchodu trasou pouze o dva stupně. Objem oběhové vody je asi 75 tisíc m³.
Trasa potrubí prochází většinou okrajovými částmi obcí nebo okolo těchto obcí: Podvlčí, Cítov, Býkev, Zelčín; zde překonává po mostní konstrukci laterální plavební kanál Mělník - Vraňany a řeku Vltavu a pokračuje přes Zálezlice, Chlumín, Horňátky, Kojetice, Zlonín, Měšice a Hovorčovice do výtopny Třeboradice.
Výhodou kogenerační soustavy je i rozmanitost využívaných tepelných zdrojů: kromě hnědého uhlí spalovaného v elektrárně Mělník je možno spalovat také:
- černé uhlí (teplárna Malešice)
- zemní plyn (výtopna Třeboradice, teplárny Malešice a Michle a výtopna Krč)
- mazut (teplárna Michle)
- komunální odpad (spalovna Malešice).

Tato diverzifikace zajišťuje velkou spolehlivost dodávek tepla i v případě výpadku některého zdroje tepla.

## Galerie

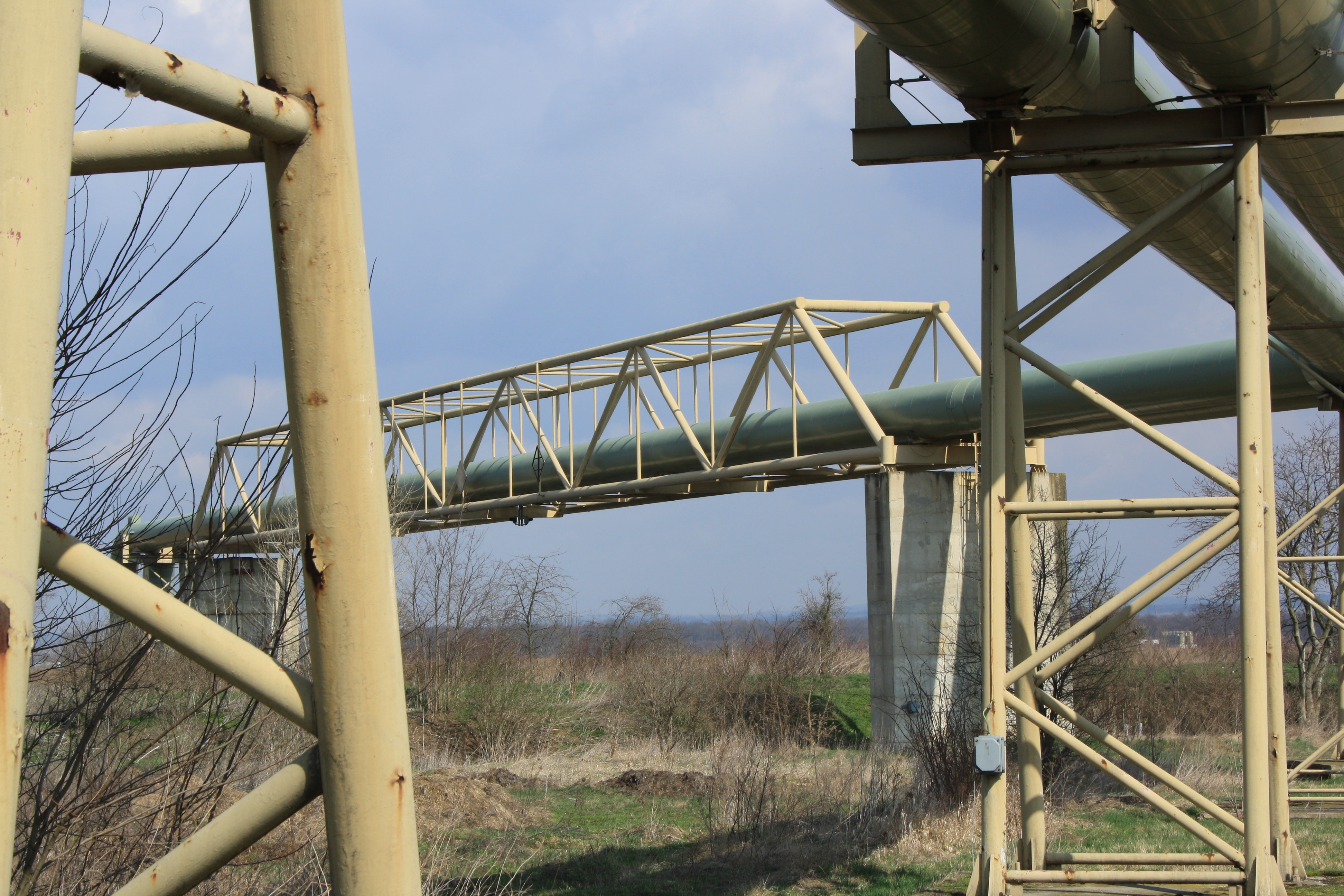
Přemostění laterálního kanálu
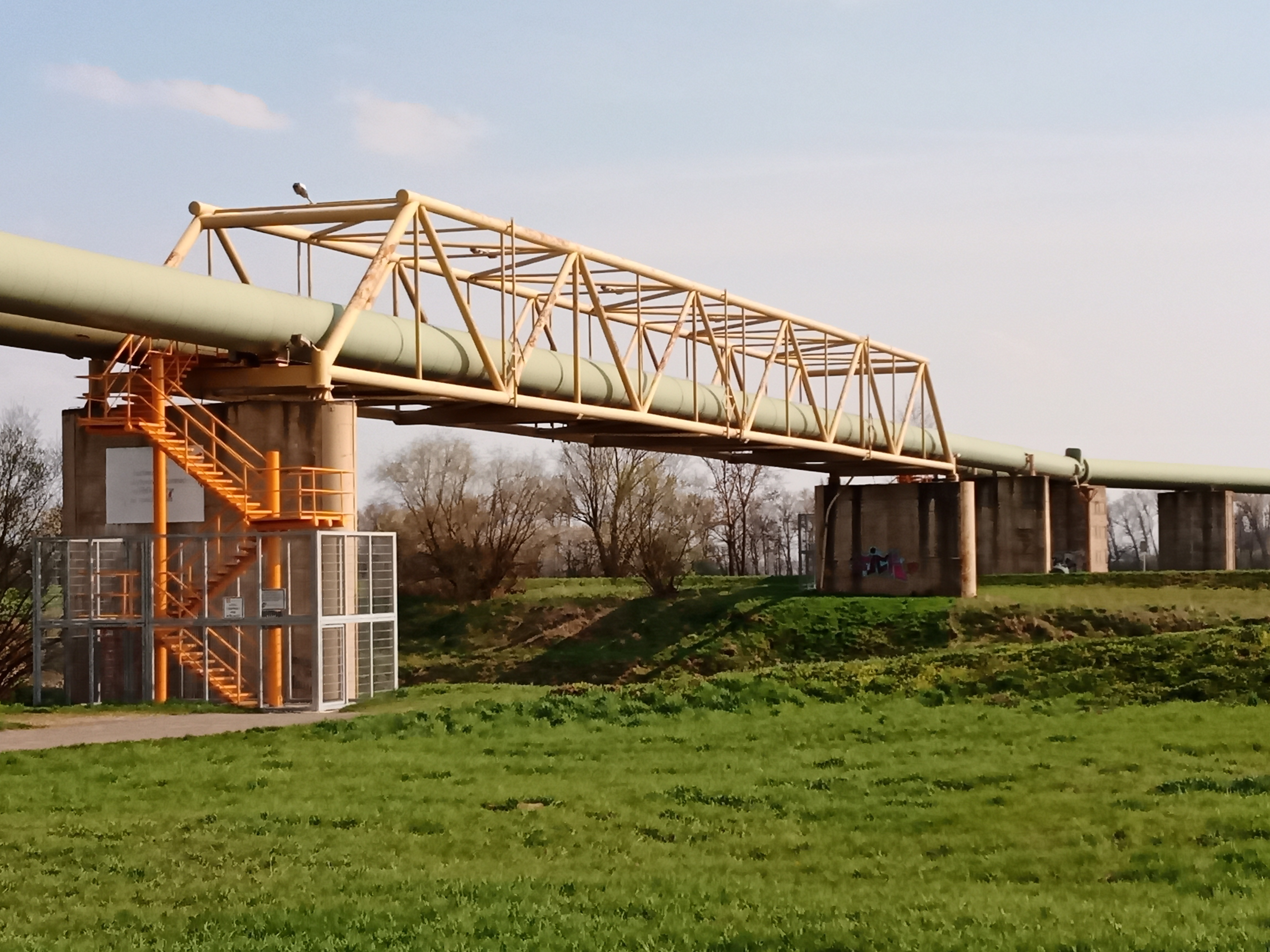
Přemostění Vltavy
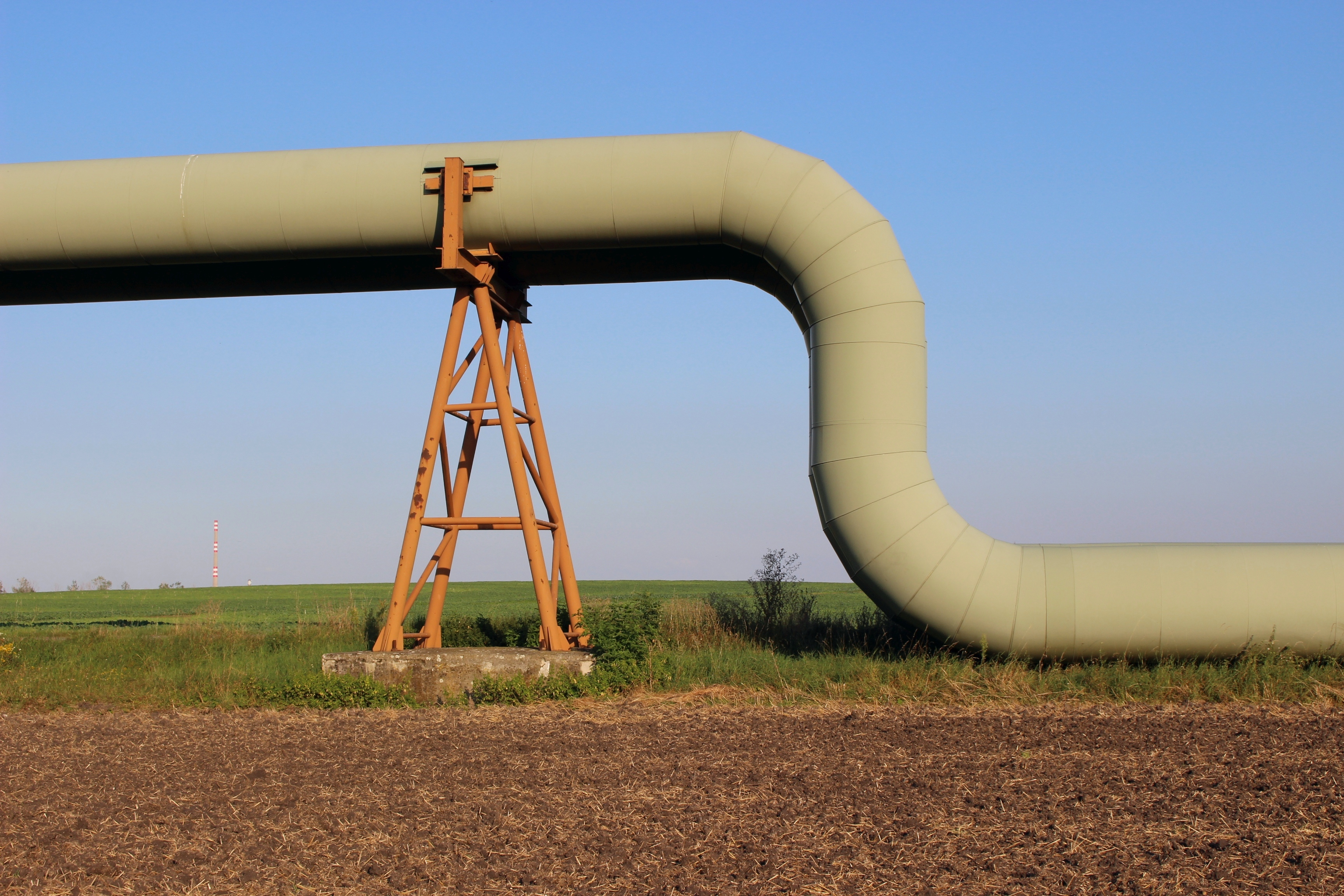
V polích u Byškovic
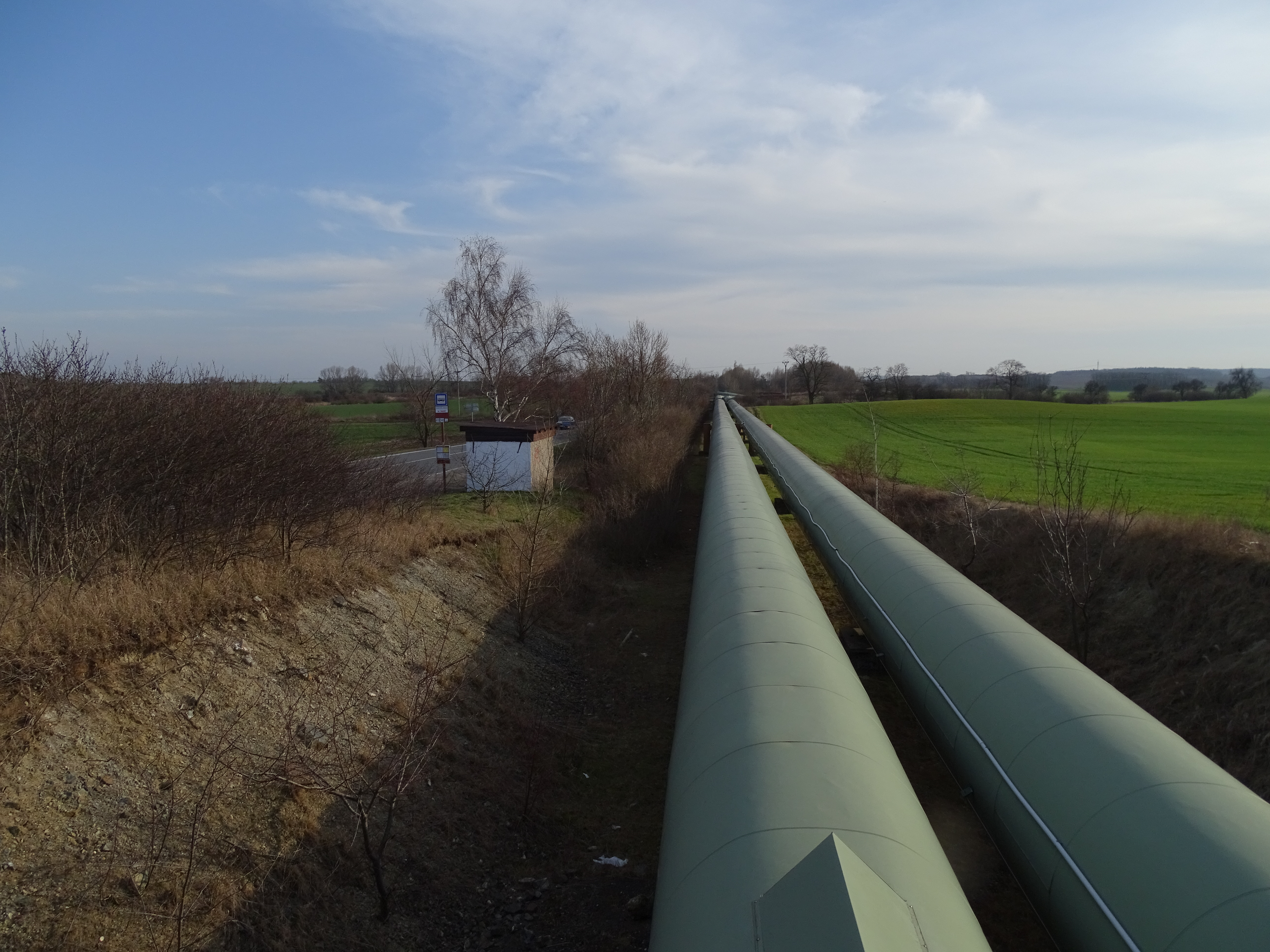
Podél silnice I/9
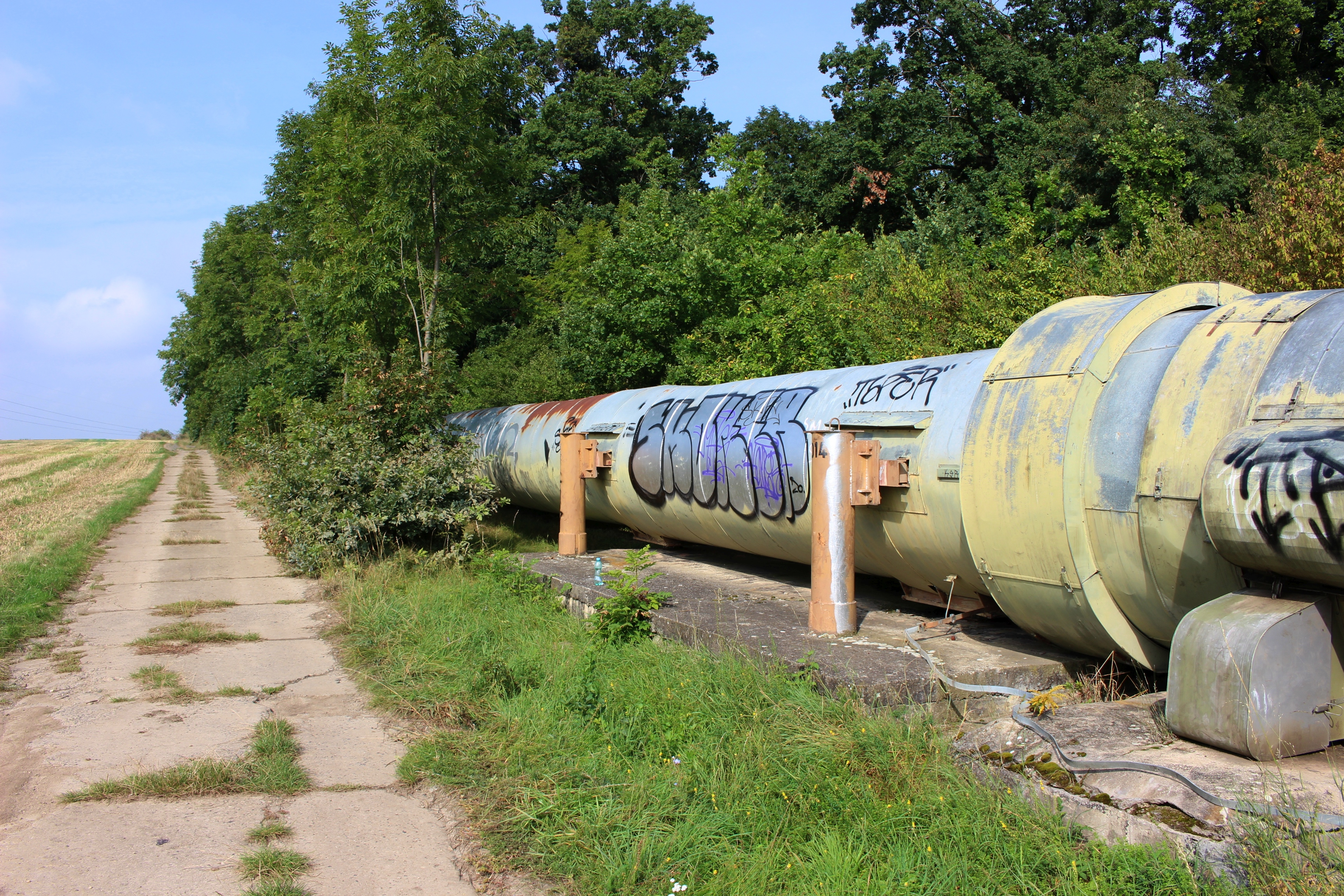
Potrubí u Měšic
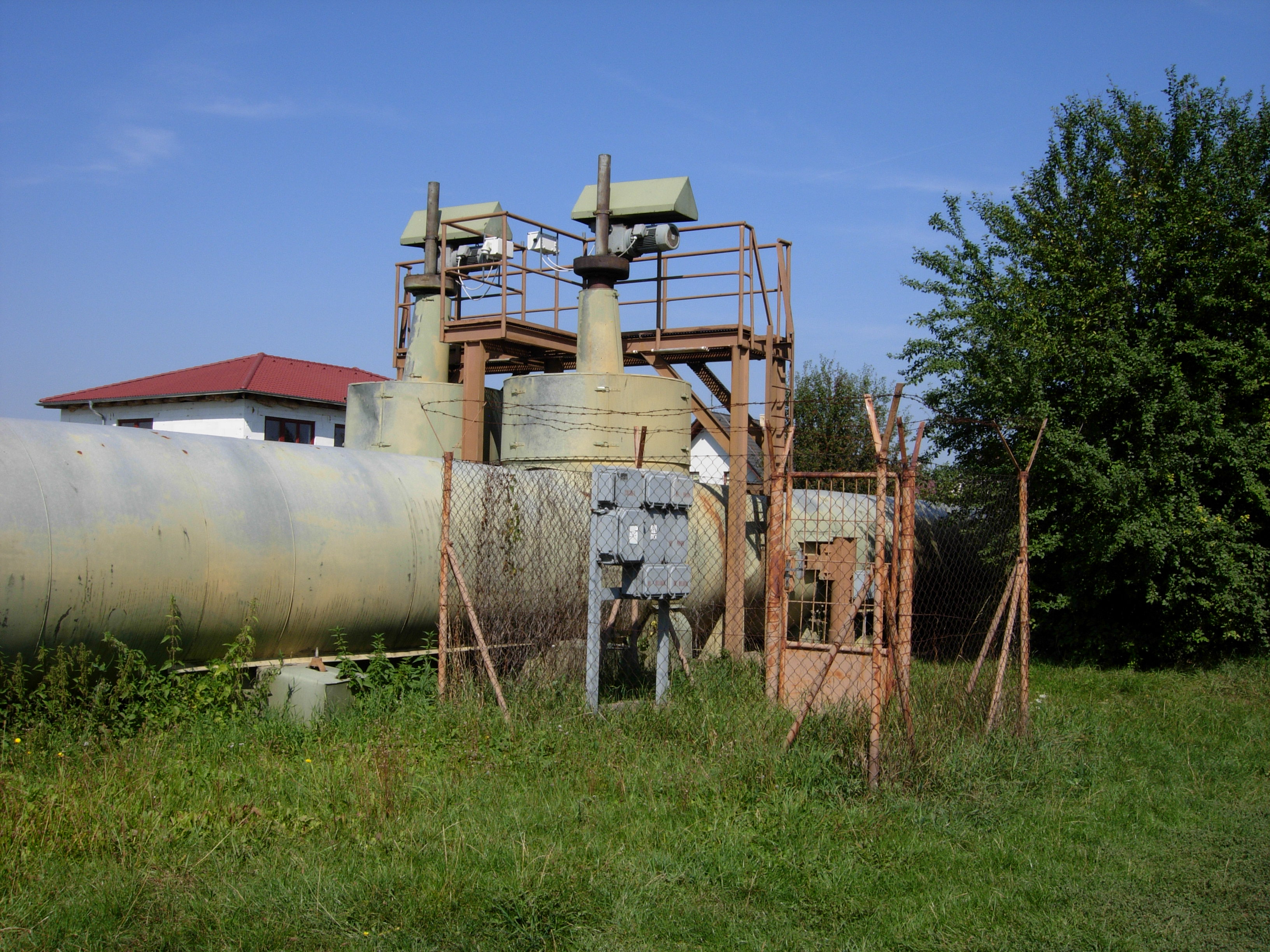
V Hovorčovicích